# Jeep Renegade
Jeep Renegade este un SUV crossover subcompact produs de Stellantis sub marca Jeep. A fost prezentat pentru prima dată publicului în martie 2014 la Salonul Auto de la Geneva, iar producția a început la sfârșitul lunii august a acelui an.